# Омская духовная семинария
Омская духовная семинария — православное духовное образовательное учреждение Русской православной церкви расположенное в городе Омске, призванное готовить священнослужителей, православных миссионеров, преподавателей духовных учебных заведений, других работников отделов и учреждений Московского патриархата, специалистов в области преподавания Закона Божия в нерелигиозных учебных заведениях и полковых священников (капелланов).

## История
В 1838 году в городе Омске было открыто первое духовно-образовательное училище, которое разместилось в бывшем доме штаб-лекаря Катонова и двух других домах, принадлежащих Ильину и госпитальному служителю Костромину на Бутырском форштадте. Строения принадлежащие Ильину и Костромину, были приобретены вместе с земельным участком (675 квадратных саженей) Омским епархиальным управлением. На 1842 год в образовательном учреждении работало пять педагогов и учились 65 учеников, которые готовились к посвящению в священники. Постепенно это место становилось культурно-религиозным центром города.
По результатам работы специальной комиссии, в состав которой вошёл протоиерей и настоятель Воскресенского собора города Омска Стефан Знаменский (позднее вошёл в правление училища), Омское духовное училище (ОмДУ), с согласия местного духовенства, было в 1871—1872 годах переведено в Ишим.
9 декабря 1905 года Гавриил (Голосов) был назначен епископом Омским и Семипалатинским. При нём было окончено строительство архиерейского дома и консистории и было открыто женское епархиальное училище. Считая духовное образование одной из первейших задач, он направил ходатайство в Священный Синод о создании в городе собственной духовной семинарии. Синод рассмотрел возможность перевода Ишимского духовного училища в Омск и в 1916 году из Ишима были переведены начальные классы училища, с преобразованием в начальные классы семинарии, а в 1916—1917 годах Омская духовная семинария начала свою работу.
После Октябрьского переворота Омская духовная семинария была закрыта большевиками.
В 1991 году с благословения архиепископа Феодосия Процюка Омское духовное училище возобновило свою деятельность и вновь набрала воспитанников.
16 апреля 2016 года постановлением Священного синода Омское епархиальное духовное училище было преобразовано в Омскую духовную семинарию.

## Смотрители и ректоры
Смотрители:
- Яков Степанович Тутолмин (1838? - 1842)
- Димитрий Пономарев (упом. 1843 - 1853)
- Евгений Васильевич Дергачев (1855 - 1859)
- Геннадий Васильевич Аврамов (1860 - 1864?)
- Алексей Петрович Гиганов (1864 - 1867)
- Павел Александрович Марковитин (6 сентября 1867 - 4 июля 1872)

Ректоры (с 1991 года):
- Пётр (Мансуров) (2000-е)
- Владимир (Иким) (2011 - 16 апреля 2016)